# Manjrekar James
Pour les articles homonymes, voir James.
Manjrekar James, né le 5 août 1993 à Roseau à la Dominique, est un joueur international canadien de soccer. Il évolue au poste de défenseur central à la LD Alajuelense .

## Biographie

### Jeunesse
Manjrekar James naît à Roseau, la capitale de la Dominique, un petit état insulaire de la Caraïbe. À l'âge de neuf ans, il déménage avec sa famille à North York au Canada.

### Parcours en club
Le 1er juillet 2021, il s'engage en faveur du Vejle BK.
Il revient au Canada le 10 mars 2023 lorsqu'il s'engage au Forge FC, formation de Première ligue canadienne.

### Parcours international
Manjrekar James compte 12 sélections et 2 buts avec l'équipe du Canada depuis 2015.
Avec l'équipe du Canada des moins de 20 ans, il participe au championnat de la CONCACAF des moins de 20 ans 2013 organisé au Mexique, où il joue une rencontre.
Le 18 mai 2014, il est convoqué pour la première fois en équipe du Canada par le sélectionneur national Benito Floro, pour des matchs amicaux contre la Bulgarie et la Moldavie, mais n'entre pas en jeu.
Le 16 janvier 2015, il honore sa première sélection contre l'Islande en amical. Le match se solde par une défaite 2-1 des Canadiens.
Puis, le 2 septembre 2016, il inscrit son premier but en sélection contre le Honduras, dans le cadre des éliminatoires au Mondial 2018. Le match se solde par une défaite 2-1 des Canadiens.
Le 27 juin 2017, il fait partie des vingt-trois appelés par le sélectionneur national Octavio Zambrano pour la Gold Cup 2017.

## Statistiques

### Buts en sélection
| No | Date             | Lieu                                                      | Adversaire | Résultat | Compétition                |
| -- | ---------------- | --------------------------------------------------------- | ---------- | -------- | -------------------------- |
| 1  | 2 septembre 2016 | Estadio Olímpico Metropolitano, San Pedro Sula (Honduras) | Honduras   | 2-1      | Éliminatoires Mondial 2018 |